# Zond 9
Pour les articles homonymes, voir Zond (homonymie).
Zond 9 est une mission spatiale soviétique du programme Zond, qui devait être lancée en juillet 1969. Elle devait contourner la Lune, une première en astronautique.
Les cosmonautes Pavel Popovitch et Vitali Sevastianov avaient été sélectionnés.
Les Américains ayant réussi ce contournement avec Apollo 8, la mission fut annulée.